# Ödön Zichy (1809–1848)
Ödön Zichy, med ungerskt namnskick Zichy Ödön, född 25 september 1809 i Wien, död 30 september 1848 Lórév, var en ungersk greve. Han var farbror till Ferenc Zichy.
Zichy var förvaltningschef i komitatet Weissenburg. År 1848, under den ungerska revolutionen, beskylldes Zichy av general Artúr Görgey för samförstånd med de mot Ungern anryckande kroatiska trupperna under Josip Jelačić och blev, de ungerska magnaterna till varnagel, efter krigsrättsdom hängd i Lórév på ön Csepel i Donau.